# Dalby (Frederikssund)
Dalby (uitgesproken als Dèlbuu) is een plaats op het eiland Seeland in Denemarken. De plaats maakte tot 2007 deel uit van de gemeente Jægerspris en tegenwoordig van de gemeente Frederikssund. In 2008 telt Dalby 312 inwoners.
Op 1,5 kilometer van Dalby ligt Dalby Huse, waar vooral Kopenhagers een zomerhuis bezitten.

## Voorzieningen
Dalby huisvest naast een Folkeskole en een kinderopvang ook een voetbalclub en een supermarkt. Tot de samenvoeging met de bibliotheek in Jægerspris had Dalby een ook een eigen bibliotheek.

## Openbaar vervoer
Bus 317, die tussen Frederikssund station en Skibby Kirke rijdt, stopt in Dalby.